# 上海戏剧
《上海戏剧》（法語：Le drame de Shanghaï）是一部於1938年上映的法国劇情片，該電影由格奥尔格·威廉·帕布斯特执导，由克里斯特尔·马尔代因、路易·茹韦和雷蒙·鲁洛等人主演。 該電影講述的是一位在上海流亡的白俄妇女為了供養女兒上學而成為一名卡巴萊演員。电影的布景由藝術總監安德烈·安德烈耶夫和居伊·德·加斯蒂纳设计。該電影的拍攝地點位於巴黎的茹安维尔工作室和法屬印度支那的西貢。

## 延伸閱讀
- Kennedy-Karpat, Colleen. Rogues, Romance, and Exoticism in French Cinema of the 1930s. Fairleigh Dickinson, 2013.